# Klubko

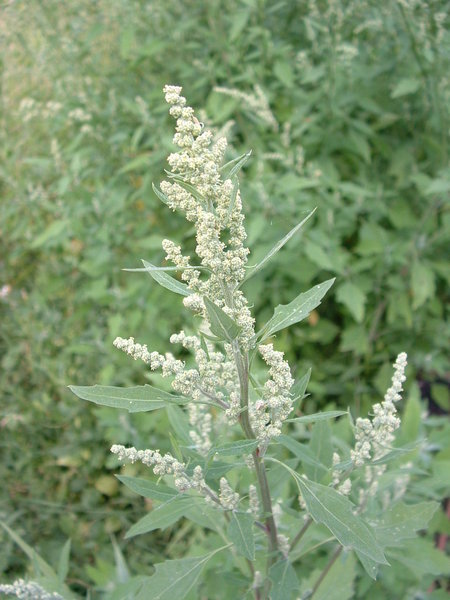
Klubko (merlík bílý)

Klubko (lat. glomerulus) je jednoduché květenství, patřící do skupiny vrcholičnatých. Vrcholičnatá květenství se vyznačují tím, že vřeteno (pokračování stonku v květenství) vyrůstá tak zkráceno, že ho boční větve přerůstají.
Klubko (někdy klubíčko) je velmi silně stažený mnohoramenný vrcholík s květy téměř přisedlými a směřujícími do všech stran.